# Zeche Turteltaube
Die Zeche Turteltaube war eine Stollenzeche in Bommern im Muttental. Das Bergwerk gehörte zum Gericht Herbede. Das Bergwerk baute auf zwei Flügeln mit je einem separaten Stollen in der Nachtigallmulde und war bis zur Mitte des 19. Jahrhunderts in Betrieb.

## Geschichte

### Die Anfänge
Im Jahr 1731 wurde das Grubenfeld durch das preußische Bergamt verliehen. Verliehen wurde jedoch zunächst nur der Südflügel in Form eines Längenfeldes. An der östlichen Markscheide lag das Grubenfeld der Zeche Braunschweig. Das Feld befand sich 200 Meter östlich der Muttentalstraße und südlich der Straße Auf Steinhausen. Das im Grubenfeld vorkommende Flöz hat nur ein geringes Einfallen. Es hatte eine Mächtigkeit von 1,22 Meter und befand sich am Hang des Muttentales in einem flachen, breiten Sattel und reichte bis an die Erdoberfläche. Noch im Jahr 1731 ging das Bergwerk in Betrieb. Nachdem die Steinkohle abgebaut war, wurde sie von Karrenläufern in einrädrigen Laufkarren durch den Förderstollen Turteltaube zu Tage gefördert.
In den Jahren 1754 und 1755 lag das Bergwerk aufgrund von Absatzmangel in Fristen. Ab dem Jahr 1756 war das Bergwerk wieder in Betrieb. Im Jahr 1766 wurde der Südflügel vermessen. Im Jahr 1784 war das Bergwerk noch in Betrieb. Der Förderstollen hatte mittlerweile eine Länge von 355 Metern erreicht. Die Förderung erfolgte weiterhin mittels Laufkarre. Am 29. Juni desselben Jahres wurde das Bergwerk durch den Leiter des märkischen Bergreviers, den Freiherrn vom Stein, befahren. Die Zeche Turteltaube war eines von 63 Bergwerken, welches vom Stein auf seiner Reise durch das märkische Bergrevier befuhr. Vom Stein machte in seinem Protokoll Angaben über den weiteren Zustand des Bergwerks. Insbesondere bemängelte er die unwirtschaftliche Art der Förderung mittels Karrenläufer und Laufkarre. Vom Stein war der Auffassung, dass es wirtschaftlicher wäre, die Förderung umzustellen auf Hunteförderung. Außerdem regte er an, einen Schacht abzuteufen und die Förderung der Hunte dann über diesen Schacht zu tätigen.

### Die weiteren Jahre bis zur Konsolidation
Nach dem Jahr 1784 lag das Bergwerk zunächst für mehrere Jahre in Fristen. Im Jahr 1790 wurde der Südflügel wieder in Betrieb genommen. Im Jahr 1792 war der Schiebekarrenweg fertiggestellt, er hatte eine Länge von 1230 Metern. Nun wurde die Kohle über Tage von Karrenläufern in einrädrigen Laufkarren auf dem Schiebeweg aus Brettern bis zur Ruhr transportiert und von dort auf Aaken verschifft. Von März 1818 bis 1824 wurde der Betrieb für fast sechs Jahre unterbrochen. Im Jahr 1824 wurde das Bergwerk wieder in Betrieb genommen. Zur Ableitung der Grubenwässer wurde die Zeche im Jahr 1824 über das Flügelort Frielinghaus an den St.-Johannes-Erbstollen angeschlossen. 1829 beteiligte sich die Zeche Turteltaube zusammen mit vier weiteren Gruben am Bau der Muttentalbahn. Im Jahr 1830 wurde der Nordflügel in Betrieb genommen. Ab diesem Jahr wurde das Bergwerk auch mit den zwei Betriebsbereichen Turteltaube Südflügel und Turteltaube Nordflügel genannt. Am 7. Dezember des darauffolgenden Jahres wurde der Nordflügel verliehen. Am 25. April des Jahres 1832 kam es unterhalb der Erbstollensohle des St. Johannes Erbstollens zur Vereinigung des Nordflügels mit der Zeche Vereinigte Nachtigall. Zweck dieser Vereinigung war die Anlegung eines gemeinsamen Tiefbaus. Jedes Bergwerk baute oberhalb der Erbstollensohle weiterhin auf eigene Rechnung ab, es wurde der Schacht Neptun der Zeche Vereinigte Nachtigall zur gemeinsamen Förderung genutzt. Der Schacht war tonnlägig abgeteuft worden und diente dazu, die Kohlevorkommen unterhalb des Ruhrwasserspiegels zu erreichen.
Im Jahr 1834 waren im Südflügel nur noch wenig aufgeschlossene Kohlenvorräte vorhanden. Im Jahr 1835 wurden im Südflügel nur noch die restlichen Kohlenpfeiler abgebaut, anschließend wurde der Südflügel in Fristen gelegt. Der stillgelegte Teil des Nordflügels wurde nun durch die Zeche Vereinigte Nachtigall aufgeschlossen. Im Jahr 1836 wurde im Nordflügel im Unterwerksbau unterhalb der Stollensohle abgebaut. Im Jahr 1838 wurde im Nordflügel zunächst noch oberhalb der Stollensohle abgebaut, im Laufe des Jahres wurde der Betrieb eingestellt. Am 6. März desselben Jahres konsolidierte der Nordflügel zur Zeche Vereinigte Nachtigall. Im Jahr 1838 wurde zunächst noch aus dem gemeinsamen Tiefbau gefördert, ab Juli desselben Jahres wurde der Nordflügel in Fristen gelegt. Im Jahr 1853 konsolidierte die Zeche Turteltaube mit der Zeche Louisenglück zur Zeche Vereinigte Louisenglück.

### Förderung und Belegschaft
Die ersten bekannten Belegschaftszahlen stammen aus dem Jahr 1792, in diesem Jahr waren drei Hauer und zwei Schlepper auf dem Bergwerk beschäftigt. Im Jahr 1793 wurde eine tägliche Förderung von 65 Ringeln Steinkohle erreicht. Im Jahr 1811 wurden mit fünf Beschäftigten 600 Tonnen Steinkohle gefördert. 1830 stieg die Kohlenförderung dann auf über 2500 Tonnen. Im Jahr 1835 wurde eine Förderung von 31.820 Scheffel Steinkohle. 1837 erreichte die Zeche Turteltaube eine Jahresförderung von circa 3000 Tonnen.

## Lage im Muttental und heutige Nutzung

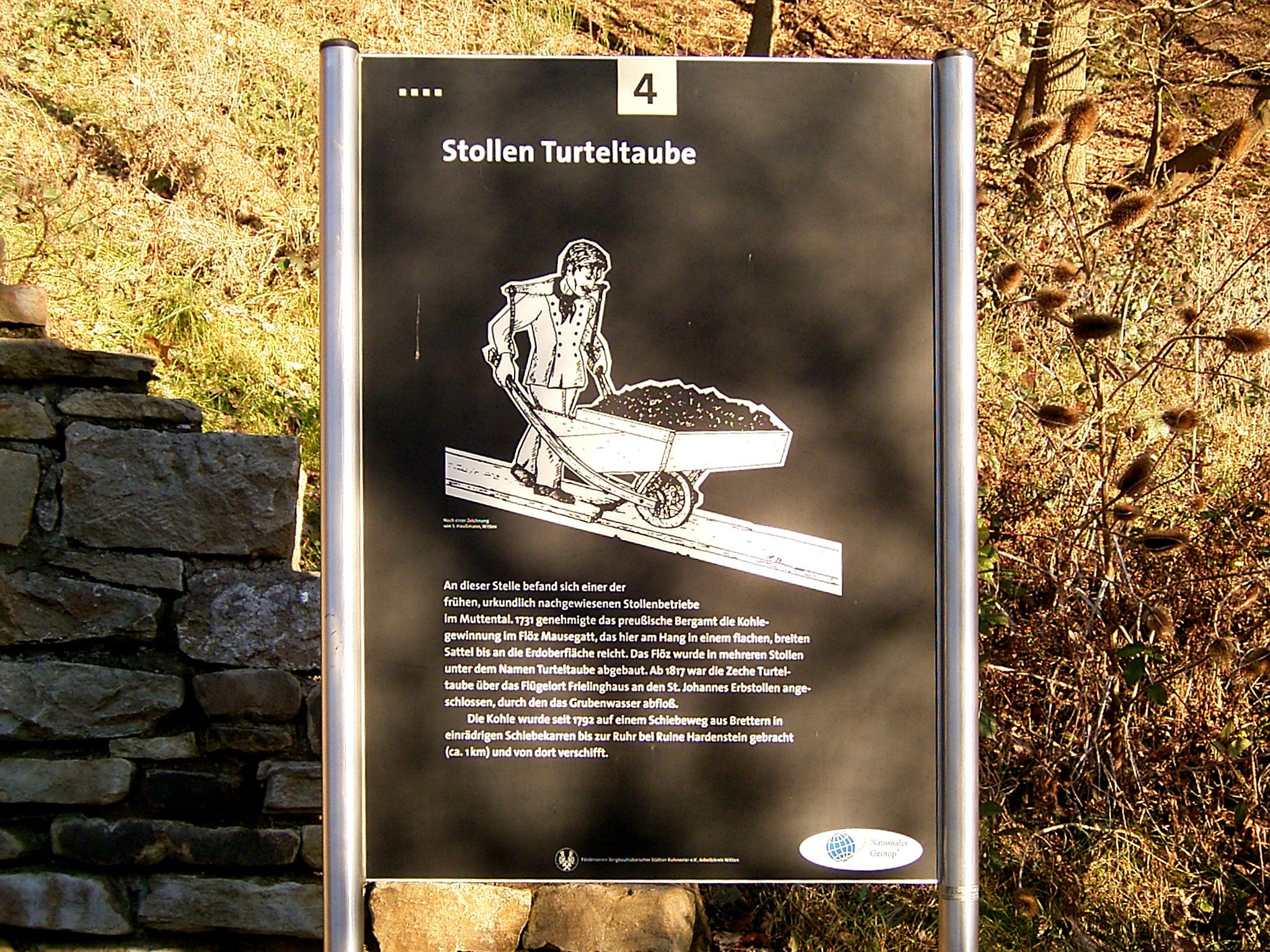
Schautafel am Stollenmundloch

Das Bergwerk ist heute Bestandteil des Bergbauwanderweges Muttental. Das Stollenmundloch befindet sich nordwestlich des heute noch vorhandenen, von mehreren Stollenzechen gemeinsam erbauten Bethauses. Das Stollenmundloch der Zeche Turteltaube war lange verfallen. Bis 2005 befand sich ein Betonrohr im Hang, um die immer noch wichtige Bewetterung der Grubenbaue zu gewährleisten. Im Jahr 2006 wurde das Mundloch restauriert.